# Телевиса Сан Анхел
„Телевиса Сан Анхел“ (на испански: Televisa San Ángel), официално Студиа и лаборатории Сан Анхел АД (на испански: Estudios y Laboratorios San Ángel S.A. de C.V.), е мексиканско филмово и телевизионно студио на ТелевисаУнивисион, основано от компания Телевиса, разположено в град Мексико. В комплекса се намират Центърът за актьорско образование към Телевиса, продуцентската компания и филмов дистрибутор Видеосине (по-рано Телевисине) и Центърът за постпродукция на компанията. Това е най-старият комплекс за производство на филми и телевизионна продукция в Мексико и най-известното студио в Латинска Америка, в което се произвеждат теленовели. През 50-те години на XX в. „Сан Анхел“ е едно от четирите основни филмови студиа заедно със студио „Чурубуско“ (днес – „Чурубуско-Ацтека“, от 1950 г.), студио „Америка“ и студио „Тепеяк“.

## История
„Чурубуско-Ацтека“ и „Телевиса Сан Анхел“ са единствените филмови студиа от златната ера на индустриалната кинематография, оцелели в Мексико. Комплексът „Сан Анхел“ е построен от Хорхе Щал като филмови студиа и през 70-те години е продаден на семейство Аскарага, което продължава да бъде негов собственик чрез мрежата на Телевиса. По ирония на съдбата, Емилио Аскарага Видаурета, който е дядо на настоящия собственик на Телевиса Емилио Аскарага Жан, построява студио „Чурубуско“. Най-старият мексикански филм, заснет в „Сан Анхел“, е Mi campeón от 1952 г. До 1969 г. в студиото са произведени около 60 филма. През 1968 г. от „Сан Анхел“ стартира новият телевизионен канал Независима телевизия на Мексико (на испански: Televisión Independiente de México (TIM). Собствеността върху комплекса премина в ръцете на семейството Аскарага, когато TIM и Телеистема мехикано се обединяват през 1973 г. и създават Телевиса. След като става собственост на Телевиса, „Сан Анхел“ се превръща в лидер в мексиканската продуцентска индустрия. През 1979 г. в комплекса са създадени Телевисине (сега Видеосине), както и Центърът за артистично образование.
Първият електронен генератор на символи в Мексико е инсталиран в „Телевиса Сан Анхел“ през 1980 г., който е заменен през 1987 г. с хиронова машина. Когато земетресението от 1985 г. разрушава част от студиата на Телевисентро (днес – Телевиса Чапултепек), две програми, излъчвани от там, En familia con Chabelo и Siempre en Domingo, са преместени за постоянно в „Телевиса Сан Анхел“. Понастоящем много служители, работили в Телевиса Чапултепек до земетресението, работят в „Сан Анхел“.

## Обекти
„Телевиса Сан Анхел“ е разделена на 16 цифрови студиа, известни като „форуми“. От 2010 г. всички те са подходящи за производството на продукции във висока разделителна способност (HD). Всеки форум е с площ от 900 квадратни метра. Центърът за постпродукция е един от най-напредналите в света с цифрова и HD технология и разполага с 10 монтажни зали. Микрофоните, използвани в теленовелите и новинарските предавания, са вид Лавалиер, ръчни и слушалки, като повечето от тях са безжични. В комплекса се записват годишно около 15 теленовели и сериали, а също и по няколко филма. „Телевиса Сан Анхел“ притежава 5 звукозаписни студиа и 3 за миксиране.
Телевиса Сан Анхел не разполага с т.нар. „сценографски град“ или „телевизионен град“, както например бразилските компании Rede Globo и RecordTV, поради ограниченото пространство, с което разполага комплексът. Продуцентите смятат, че е по-добре да се направят снимките на места, показващи красотата на Мексико, за да се постигне отличен образ на теленовелите. За повечето теленовели Телевиса наема подвижни станции, къщи и имения, за да се заснемат външните сцени, интериорът на местата е изграден по същия, а понякога по различен начин в студиото „Сан Анхел“.
На входа на Сан Анхел се намира площад „Телевиса“, който е посветен на продуценти, режисьори, актьори и други служители, работили изцяло или частично в Телевиса в продължение на поне 30 години. Паметните плочи на този площад са посветени много от служителите. Повечето от тях са известни, включително много актьори, както и някои от гореспоменатите продуценти.

## Продуценти
Тридесет продуценти, които работят с Телевиса в продължение на много години, имат офиси в Сан Анхел. Някои от най-известните продуценти са:
- Анджели Несма
- Емилио Лароса
- Карла Естрада
- Карлос Морено
- Кармен Армендарис
- Лусеро Суарес
- Педро Ортис де Пинедо (заема мястото на Хорхе Ортис де Пинедо)
- Роси Окампо
- Салвадор Мехия
- Хосе Алберто Кастро
- Хуан Осорио

Тези продуценти са отговорни за много от най-успешните теленовели и програми по мексиканската телевизия.

## Продукции

### Филми
избрано
- Se los chupó la bruja (1958), с участието на Вирута и Капулина.
- A sablazo limpio (1958), с участието на Вирута и Капулина.
- La Valentina (1966), с участието на Мария Феликс и Еулалио Гонсалес.

### Теленовели
- Вж. Списък с теленовелите и сериалите на Телевиса